# Physetica inceptura
Physetica inceptura är en fjärilsart som beskrevs av Walker 1858. Physetica inceptura ingår i släktet Physetica och familjen nattflyn. Inga underarter finns listade i Catalogue of Life.